# Święto Narodowe Trzeciego Maja
Święto Narodowe Trzeciego Maja – polskie święto państwowe obchodzone 3 maja.
Dzień ten jest dniem wolnym od pracy.

## Znaczenie daty
3 maja 1791 w Rzeczypospolitej Obojga Narodów uchwalono jedną z pierwszych na świecie konstytucji. Wyprzedziła ona m.in. konstytucję francuską. Konstytucja została uchwalona przez Sejm Czteroletni, który został zwołany w październiku 1788.

## Ustanowienie święta
Święto zostało ustanowione w 1919 i ponownie w 1990
Od 2007 roku 3 maja jest również świętem narodowym Litwy.

## Dzieje obchodów
Podczas obchodów pierwszej rocznicy uchwalenia Konstytucji 3 maja 1792 wokół Warszawy skoncentrowano wiele jednostek wojskowych, których zabrakło w krytycznym momencie rosyjskiego ataku w 1792 r.
W okresie zaborów Polski obchodzenie rocznic Konstytucji 3 maja było zakazane przez wszystkich zaborców. Polacy, którzy odważyli się obchodzić publicznie to święto, byli karani. Na przykład za złożenie bukietu fiołków w rocznicę Konstytucji 3 maja w 1892 tajna policja rosyjska aresztowała w Warszawie nauczyciela Stanisława Mieczyńskiego, po czym wysłano go za ten czyn na trzyletnią zsyłkę do Odessy .
Obchody rocznicy Konstytucji 3 maja były organizowane także w skupiskach Polonii, m.in. w Chicago.
Uroczyste obchody rocznicy Konstytucji 3 maja organizowano w latach 1916–1918 w wielu miastach Królestwa Polskiego (najliczniejsze w Warszawie w 1916) po ewakuacji władz rosyjskich i bieżeństwie rosyjskiej ludności cywilnej, przeprowadzonym w 1915.
Po odzyskaniu niepodległości w 1918, rocznica Konstytucji 3 maja została uznana za święto narodowe uchwałą Sejmu Ustawodawczego z 29 kwietnia 1919. Po II wojnie światowej obchodzono je do 1946, kiedy w wielu miastach doszło do krwawych demonstracji studenckich. Od tego czasu władze zabroniły publicznego świętowania, a próby manifestowania były często tłumione przez milicję. Święto to zostało oficjalne zniesione ustawą z 18 stycznia 1951 o dniach wolnych od pracy.
3 maja 1982 r. z okazji rocznicy Konstytucji odbyły się w kilkunastu miastach w Polsce demonstracje uliczne, które w Warszawie przerodziły się w szczególnie gwałtowne zamieszki i starcia z milicją.
Święto Narodowe Trzeciego Maja przywrócono ustawą z 6 kwietnia 1990 (weszła w życie 28 kwietnia). Tego roku obchody święta 3 maja w Warszawie na pl. Zamkowym w Warszawie odbyły się w obecności prezydenta RP Wojciecha Jaruzelskiego.

## Galeria

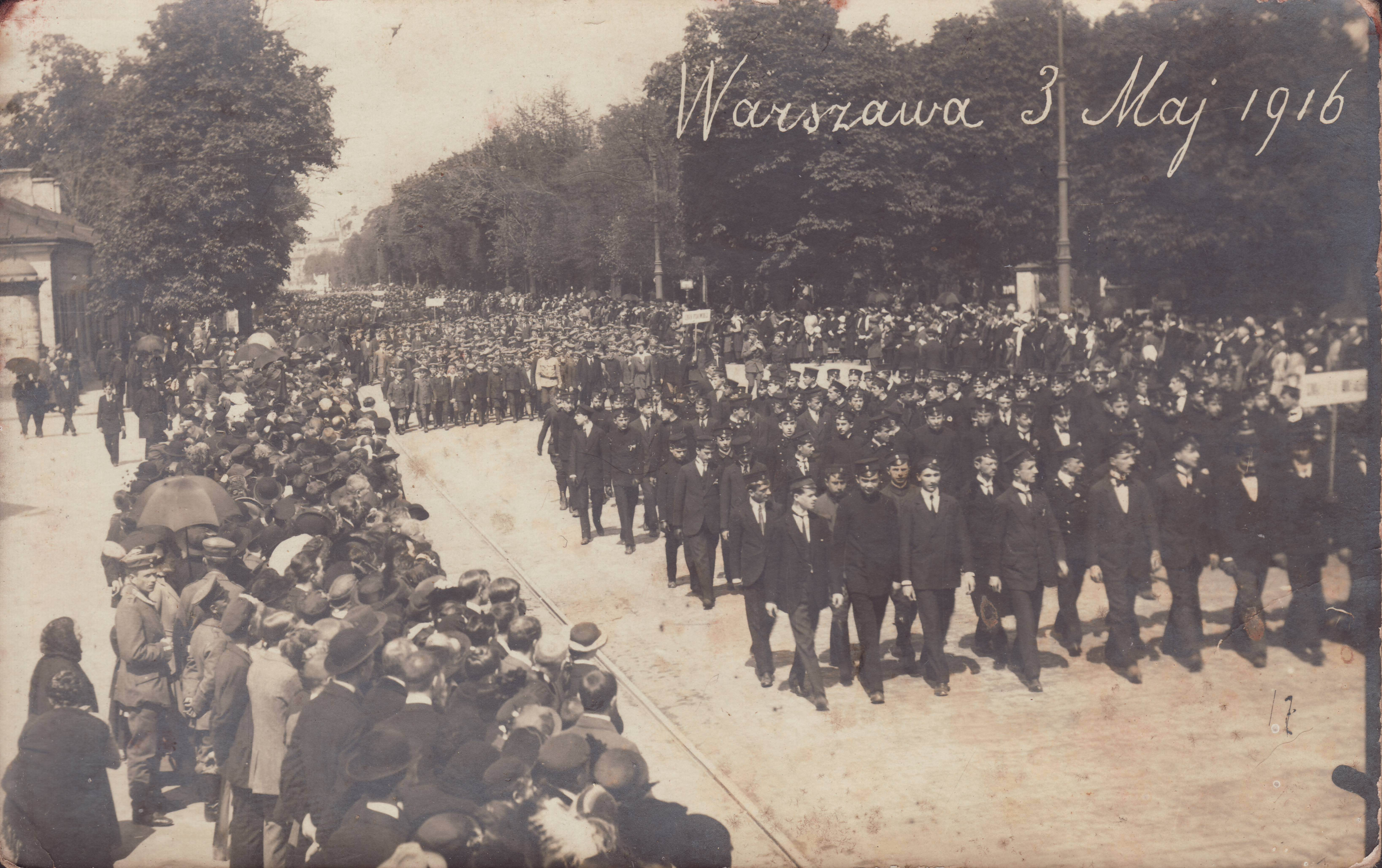
Pierwsza od 1830 roku legalna manifestacja patriotyczna w Warszawie w 1916 roku.
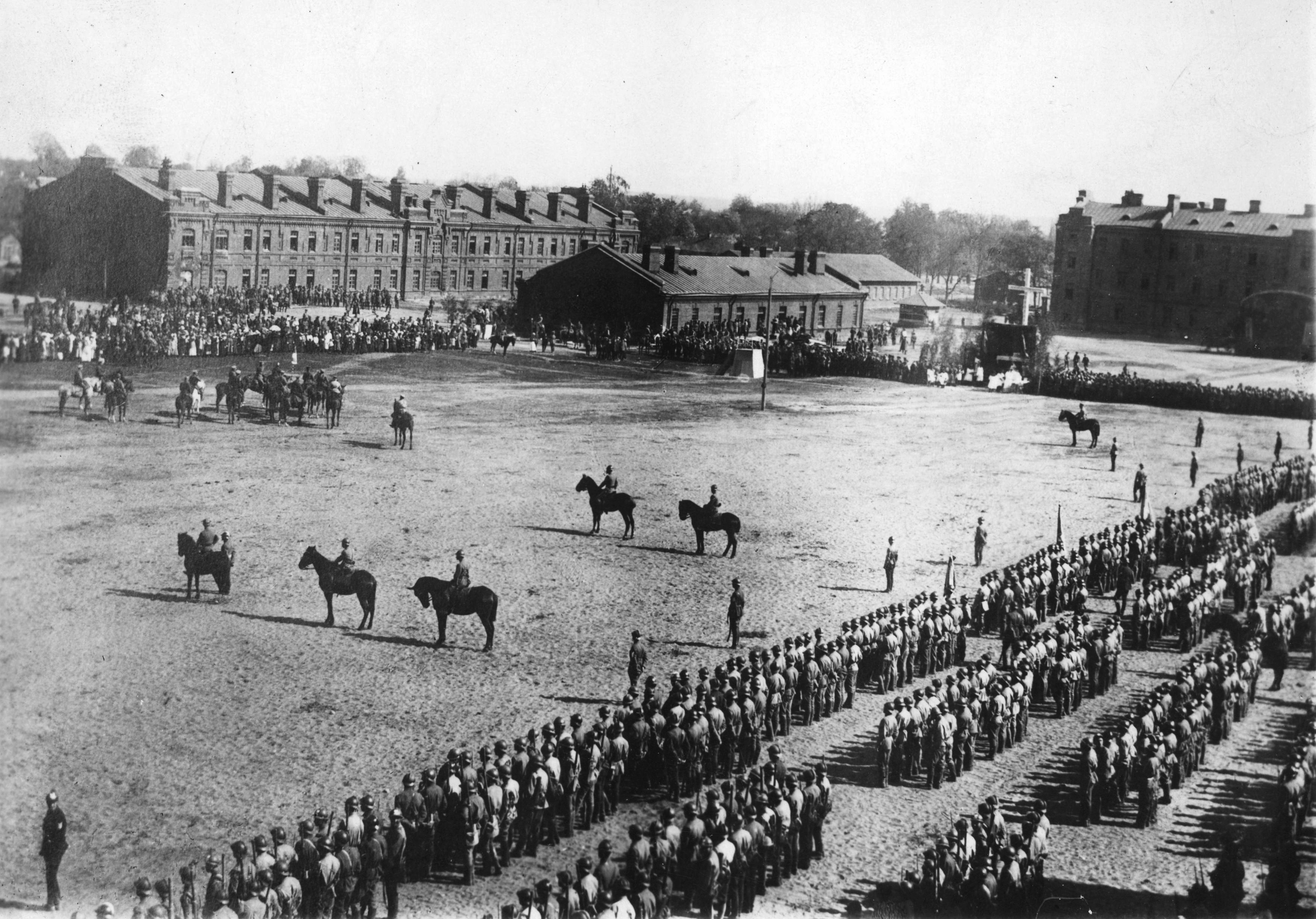
Uroczystości 3 maja na terenie twierdzy Bobrujsk w 1918 r.
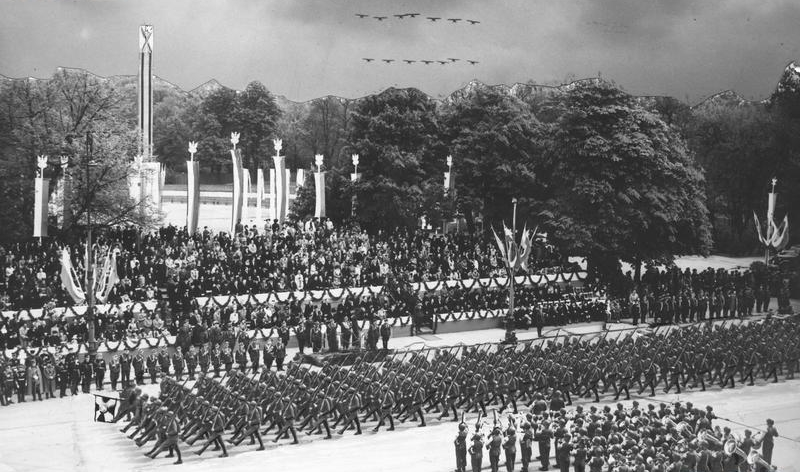
Defilada Wojska Polskiego z okazji dnia 3 maja, Warszawa, 1939.
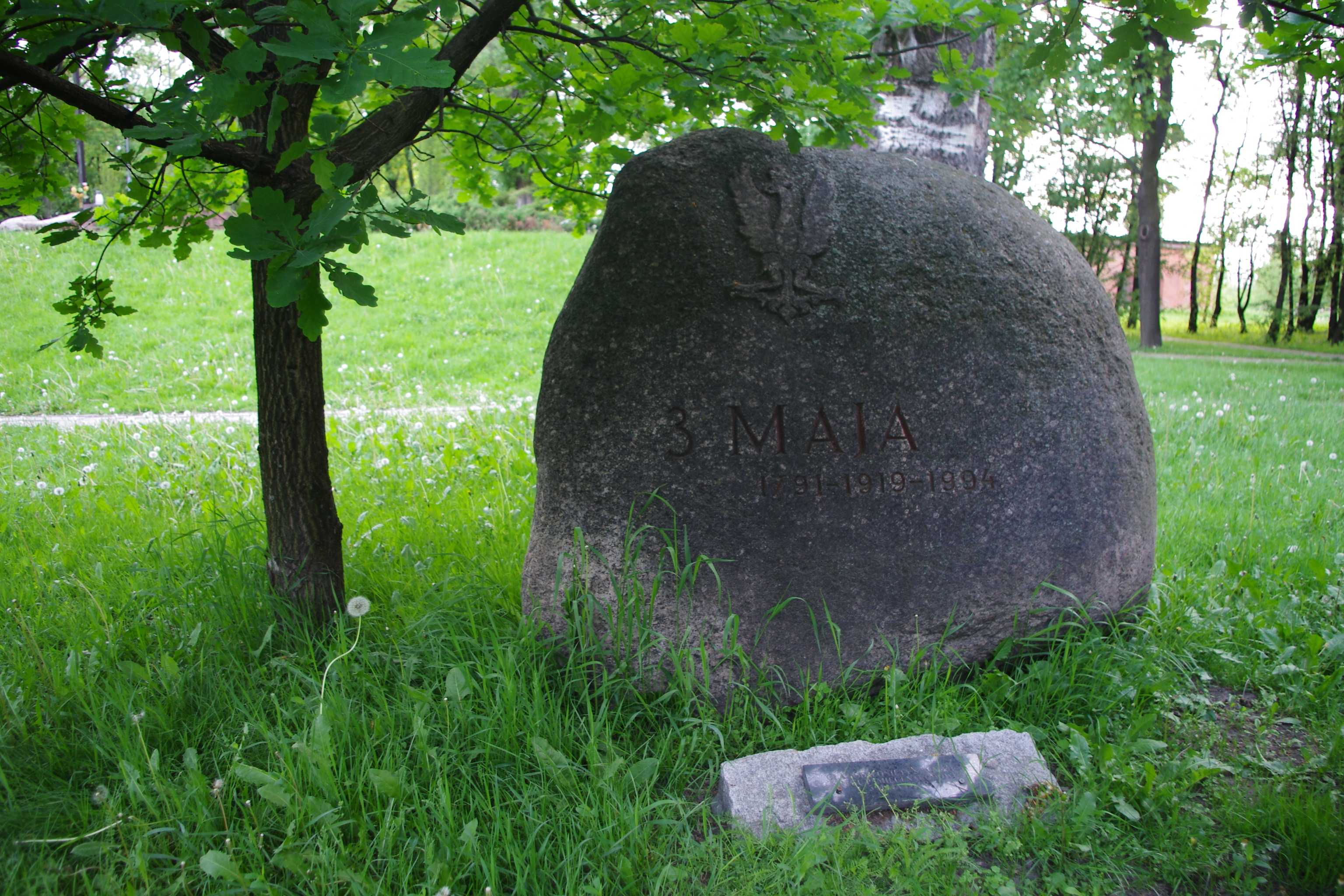
Kamień upamiętniający uchwalenie Konstytucji 3 maja w 1791 r., i ustanowienie Święta Narodowego 3 Maja osłonięty staraniem Kręgu Pamięci Narodowej w 1994 r., w Parku Traugutta w Warszawie.
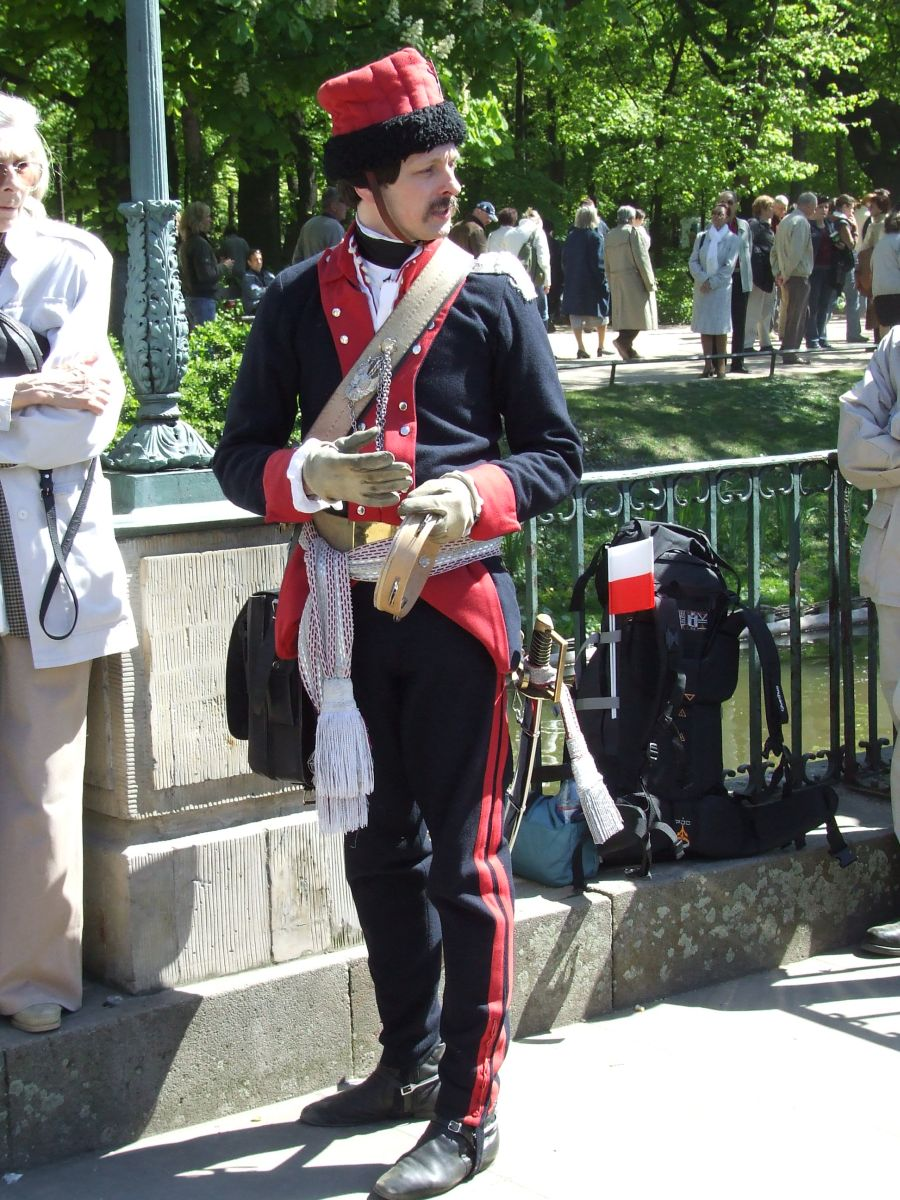
Łazienki Królewskie w Warszawie, 2007 (mężczyzna w mundurze żołnierza kawalerii z XVIII wieku).
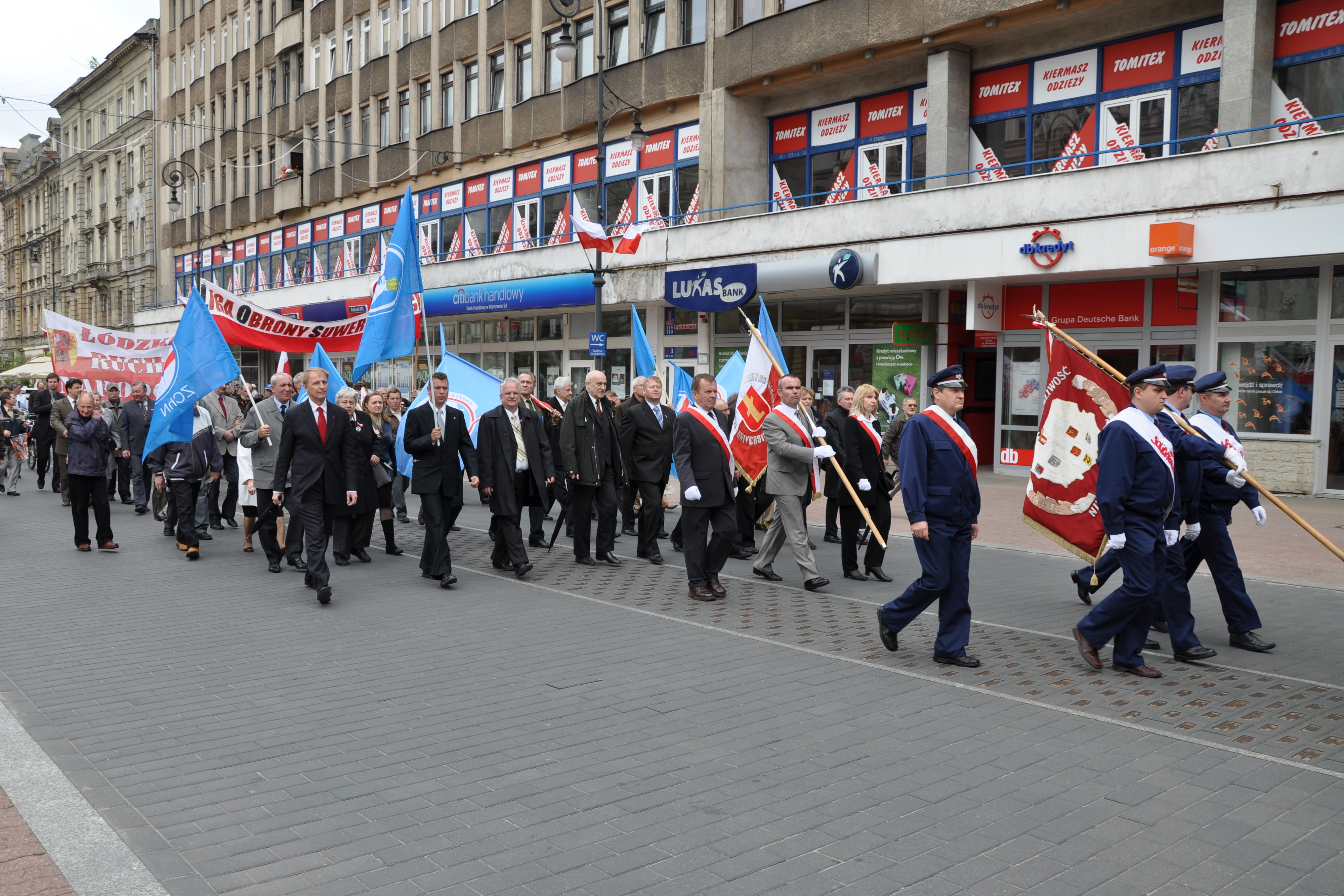
Pochód trzeciomajowy w Łodzi, 2010.
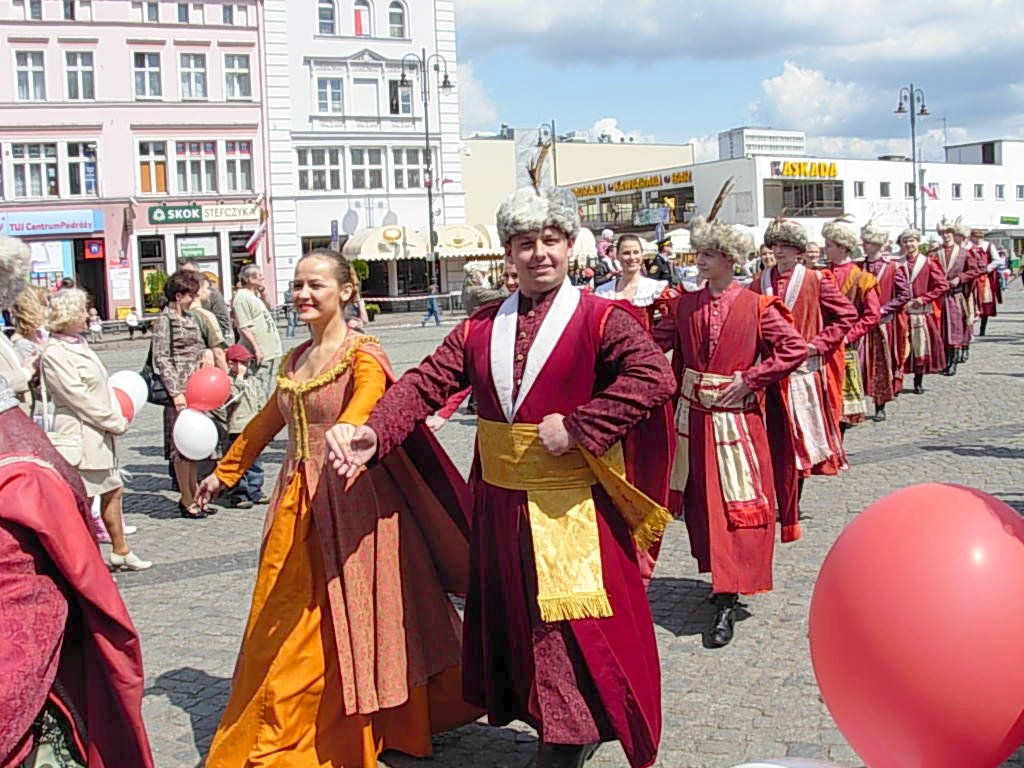
Taniec Zespołu Pieśni i Tańca „Ziemia Bydgoska” podczas obchodów Święta Trzeciego Maja na Starym Rynku w Bydgoszczy, 2009.